# Greyhound Lines
Pour les articles homonymes, voir Greyhound.
Greyhound Lines est une entreprise de transport américaine de passagers par autocar à travers l'Amérique du Nord.
Fondée à Hibbing, Minnesota, en 1914, Greyhound se constitue en tant que "Société Greyhound" en 1929. La société tient son logo et son nom du lévrier anglais, dit aussi « lévrier Greyhound », animal reconnu pour sa vitesse et utilisé dans les courses de chiens. Depuis 2007, Greyhound appartient à First Group, société de transport britannique qui exploite Greyhound comme filiale indépendante rattachée à First Group Amérique.
Greyhound dessert plus de 2 700 destinations (2 200 destinations aux États-Unis et 500 destinations au Mexique). La compagnie développe également un système de transport de colis par autocar desservant plusieurs villes des États-Unis. La société met fin à son service sur le territoire canadien de façon permanente en mai 2021.

## Historique

### Les débuts

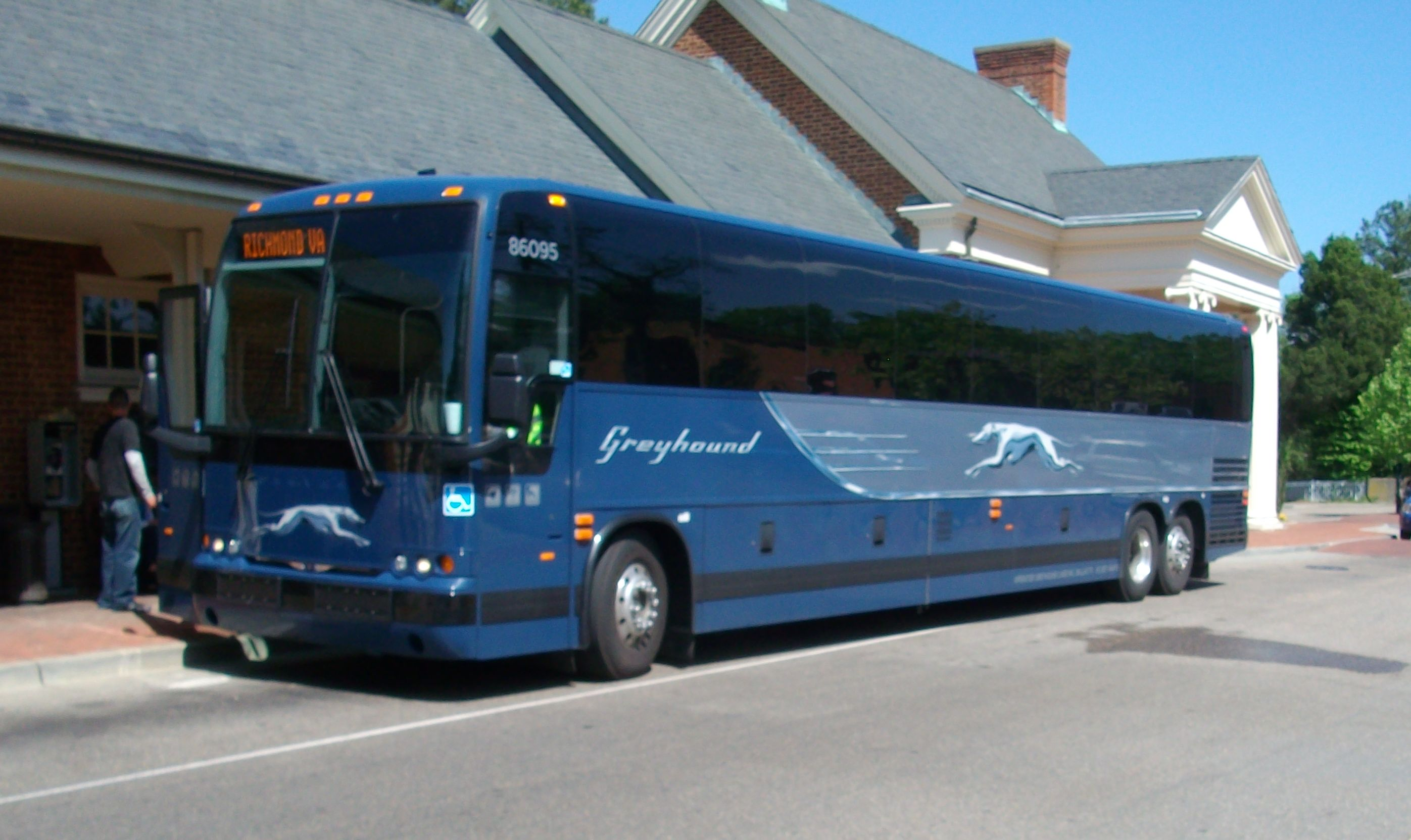
Un car de Greyhound

Carl Eric Wickman est né en Suède en 1887. En 1905, il part pour les États-Unis, où il travaille dans une mine comme opérateur de forage à Hibbing au Minnesota, jusqu'à ce qu'il soit licencié en 1914. La même année, il devient vendeur de Hupmobile à Hibbing, au Minnesota, mais se montre incapable de vendre la voiture. En 1914, utilisant son véhicule restant, une voiture 7 places, il commence à monter un service de bus avec Andy Anderson (Bus Andy), dans lequel il transporte les mineurs de minerai de fer de Hibbing à Alice (connue pour ses berlines) à 15 cents le trajet.
En 1915, Wickman réunit ses forces avec Ralph Bogan, qui dirigeait un service similaire de Hibbing à Duluth. La nouvelle organisation se nomme Société des transports de Mesaba, et fait 8 000 $ de profits la première année aux États-Unis.
À la fin de la Première Guerre mondiale, Wickman possède 18 bus et fait un bénéfice annuel de 40 000 $. En 1922, la Société des transports de Mesaba s’unit aux "Superior White Bus Lines" d’Orville Caesar. Quatre ans plus tard, Wickman conclut une entente avec deux exploitants de la côte ouest, les bus de la Pickwick Lines et Pioneer Yelloway System.
En 1926, l'exploitation des autobus Wickman devient connue sous le nom de Greyhound Lines. Ed Stone, qui a créé une nouvelle extension reliant Superior à Wausau dans le Wisconsin, au cours de sa course inaugurale, a vu, en passant par une petite ville du nord du Wisconsin, le reflet d'un bus des années 1920 dans une vitrine, qui lui rappelle un lévrier. Il décide alors d'adopter ce nom pour ce tronçon de la ligne « Blue Goose Lines ». Plus tard, l'ensemble du réseau prend le nom de Greyhound. Stone devient par la suite directeur général des ventes de camions jaunes de GM, qui a construit les autobus Greyhound (au Musée des bus Greyhound à Hibbing, une plaque affiche cette information). Wickman, qui est président de la compagnie, continue à la développer, et, en 1927, son autocar fait des voyages transcontinentaux de la Californie à New York. En 1928, Greyhound a un revenu annuel brut aux États-Unis de 6 millions de dollars.
Les affaires de Wickman souffrent de la Grande Dépression et, en 1931, la société compte plus d'un million de dollars de dettes. Cependant, avec l'amélioration de l'économie, la société Greyhound recommence à prospérer. En 1935, Wickman est en mesure d'annoncer des profits record aux États-Unis de 8 millions de $. Lors du déclenchement de la Seconde Guerre mondiale, la société compte 4 750 stations et près de 10 000 employés.
Wickman se retire de son poste de président de la Société Greyhound en 1946. Il est remplacé par son partenaire de longue date, Orville Caesar. Wickman décède en 1954 à l'âge de 67 ans.

### Faillite et rachat par First Group
En 1990, la société Greyhound se déclare en faillite.
En 2007, le groupe britannique First Group rachète Greyhound pour 3,6 milliards de dollars américains. En 2008, Greyhound lance sa marque low-cost, Boltbus. En 2009, la société est prise à défaut de ne pas systématiquement équiper ses autocars de ceintures de sécurité pour ses voyageurs. En 2013, le groupe annonce l'implémentation du Wi-Fi et d'un système de divertissement (films, musique, jeux) dans ses autocars.
Fin octobre 2018, Greyhound se retire de la quasi-intégralité du marché ouest-canadien,.
En avril 2018, First group refuse une offre de rachat de Greyhound par Apollo Group. En mai 2019, First Group, propriétaire de Greyhound depuis 2007, annonce la mise en vente de l'entreprise de transport en autocar,. En 2019, Greyhound compte une flotte de 1 100 autocars, soit le tiers de sa flotte de 1983.
En octobre 2021, FlixBus achète Greyhound pour 172 millions de dollars (près de 148 millions d’euros) à Firstgroup, qui compte alors en Amérique du Nord 2 400 destinations avec près de seize millions de passagers par an.

### Problème des migrants
En 2005, la société Greyhound publie une note interne interdisant à ses employés de vendre des tickets de transport aux immigrés illégaux. En janvier 2018, une femme en situation d'immigration illégale est arrêtée à bord d'un autocar Greyhound lors d'un contrôle du véhicule par la police des frontières. Probablement en détention, sa famille n'a plus de nouvelles de sa part et alerte la presse. En décembre 2018, Greyhound déploie un programme visant à informer les immigrants illégaux de leurs droits au moment où la police des frontières s'apprêtent à faire un contrôle de papiers. En mars 2019, la société interdit à la police des frontières de déposer les familles d'immigrants sortant de détention dans un bus Greyhound, poussant ainsi les autorités à acquérir un billet de transport pour les familles concernées,.

## Réseau
États-Unis

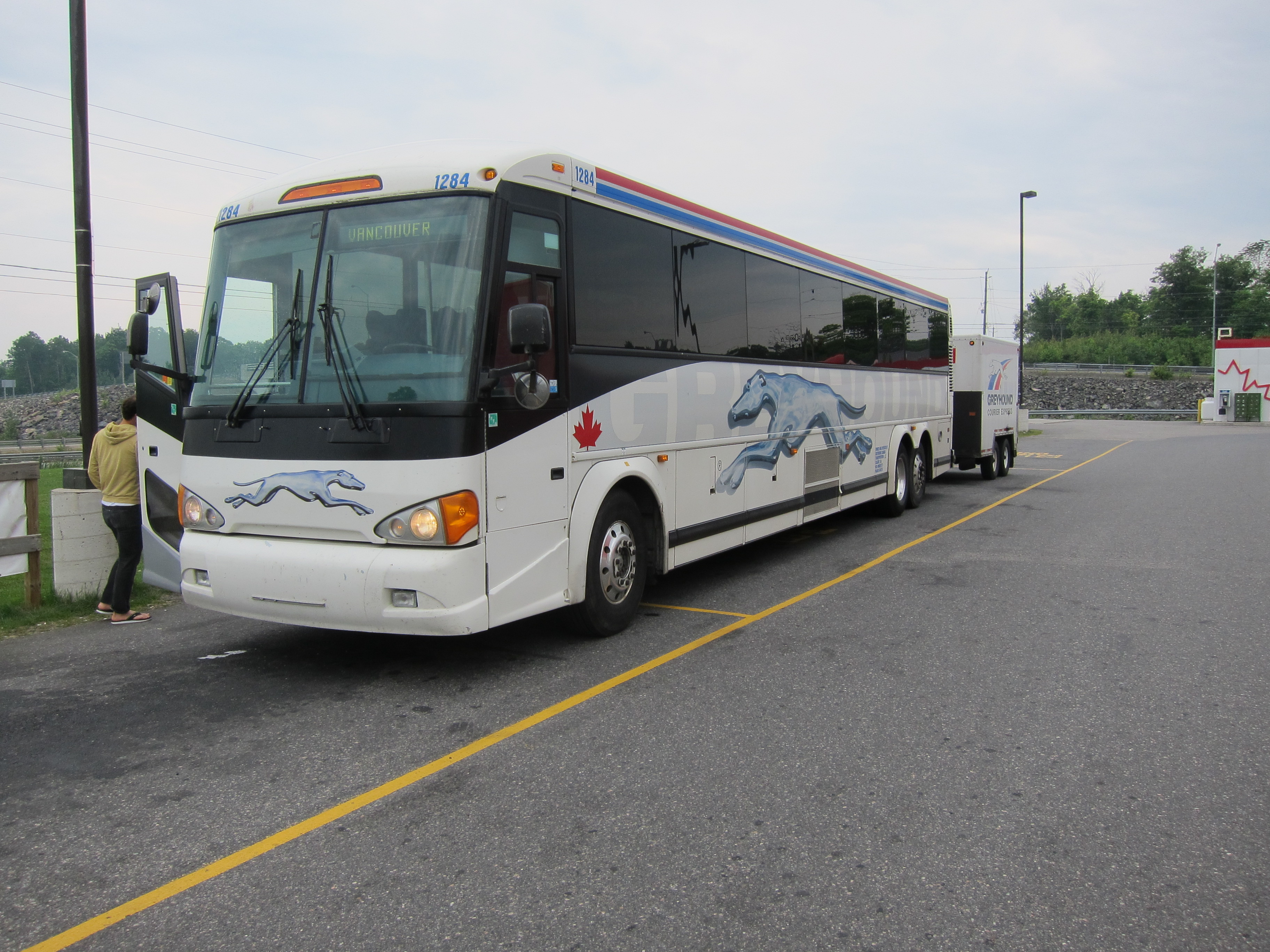
Un car de Greyhound assurant la liaison transcanadienne entre Toronto et Vancouver.

Le réseau Greyhound est très étendu aux États-Unis. Il est réputé pour être particulièrement bon marché (notamment par rapport au train).[réf. souhaitée]
Canada
Le réseau canadien Greyhound s'étend essentiellement dans la partie anglophone. Il comprend notamment une ligne transcontinentale entre Vancouver et Toronto. La compagnie Greyhound a des partenariats avec de nombreuses compagnies locales afin de desservir le pays au mieux.
Le 13 mai 2021, Greyhound Canada annonce la fin de ses activités d'autobus interurbains au Canada, hors itinéraires transfrontaliers avec les États-Unis.

## Articles liés
- Boltbus